# 中堡站
中堡站位于甘肃省永登县中堡镇，建于1953年。是兰新铁路的一个车站，距离兰州站123公里。距上行车站侯家庄站6公里，距下行车站屯沟湾站8公里。该站隶属于兰州铁路局。

## 业务范围
- 客运：办理旅客乘降；不办理行李、包裹托运;
- 货运：办理整车货物发到；零担仅办理直达整零货物发到；不办理危险货物发到